# Lobsang Nyima (Ganden tripa)
Lobsang Nyima  (1439-1492) was een Tibetaans geestelijke.
Hij was de negende Ganden tripa van 1490 tot 1492 en daarmee de hoofdabt van het klooster Ganden en hoogste geestelijke van de gelugtraditie in het Tibetaans boeddhisme.
Lobsang Nyima werd in 1439 geboren in Tsongkha in Amdo. Hij was de zoon van een neef of nicht van Tsongkhapa Lobsang Dragpa (1357-1419) en werd daarom Jewon Lobsang Nyima genoemd, neef van de Heer.
Lobsang Nyima vertrok op jonge leeftijd naar Ü-Tsang en studeerde bij een aantal leermeesters, onder andere Musepa Lodro Rinchen, Lama Takleb Janggyal en Lobpon Dragpa Wopa . Dat sloot hij af met examens in het Sangpuklooster, hij debatteerde ook met Lobpon Tsenyakpa, waarbij hij deze versloeg.
Het jaar daarop werd hij leermeester aan het klooster van Rato, vervolgens ging hij naar Tashilhunpo. Daar ontmoette hij Gendun Drub (1391-1474), de stichter van dat klooster die postuum werd erkend als de eerste dalai lama. Lobzang Nyima kreeg uitgebreid onderricht van Gedun Drub en werd een van zijn meest toegewijde volgelingen.
Daarna ging hij naar het Drepungklooster en was daar enkele jaren abt. Op de leeftijd van 43 jaar keerde hij terug naar het Sangpuklooster en werd daar dharma-leermeester. In 1490 werd hij op de leeftijd van 52 jaar troonhouder van Ganden en daarmee de negende Ganden tripa. Hij overleed in 1492 tijdens zijn ambtstermijn.